# 1980년대 오리콘 CD 음반 차트 1위
지금의 "오리콘 앨범차트"로 개칭된 것은 1987년 10월부터이다. 1986년까지는 "오리콘 LP차트"가 정식명칭이었으며, 1987년에는 LP와 카세트테이프를 합친 "LP&TAPES차트"가 정식명칭이다.

### 차트

#### 1980년
| 1월 - 1월 7일 - (미발표) - 1월 14일 - 쿠보타 사키 『夢がたり』 - 1월 21일 - 쿠보타 사키 『夢がたり』 - 1월 28일 - 쿠보타 사키 『夢がたり』 2월 - 2월 4일 - 쿠보타 사키 『夢がたり』 - 2월 11일 - 쿠보타 사키 『夢がたり』 (6주 연속) - 2월 18일 - 마츠야마 치하루 『起承転結』 - 2월 25일 - 마츠야마 치하루 『起承転結』 3월 - 3월 3일 - 마츠야마 치하루 『起承転結』 (3주 연속, 통산 7주) - 3월 10일 - 옐로 매직 오케스트라 『Public Pressure』 - 3월 17일 - 타케우치 마리야 『LOVE SONGS』 - 3월 24일 - 타케우치 마리야 『LOVE SONGS』 - 3월 31일 - 타케우치 마리야 『LOVE SONGS』 (3주 연속) 4월 - 4월 7일 - 사잔 올 스타즈 『タイニイ・バブルス』 - 4월 14일 - 사잔 올 스타즈 『タイニイ・バブルス』 - 4월 21일 - 나카지마 미유키 『生きていてもいいですか』 - 4월 28일 - 나카지마 미유키 『生きていてもいいですか』 5월 - 5월 5일 - 나카지마 미유키 『生きていてもいいですか』 (3주 연속) - 5월 12일 - 마츠야마 치하루 『浪漫』 - 5월 19일 - 마츠야마 치하루 『浪漫』 - 5월 26일 - 마츠야마 치하루 『浪漫』 (3주 연속) 6월 - 6월 2일 - 샤넬즈 『Mr.ブラック』 - 6월 9일 - 샤넬즈 『Mr.ブラック』 - 6월 16일 - 옐로 매직 오케스트라 『X∞Multiplies』 - 6월 23일 - 옐로 매직 오케스트라 『X∞Multiplies』 - 6월 30일 - 옐로 매직 오케스트라 『X∞Multiplies』 | 7월 - 7월 7일 - 옐로 매직 오케스트라 『X∞Multiplies』 (4주 연속) - 7월 14일 - 옐로 매직 오케스트라 『Public Pressure』 - 7월 21일 - 옐로 매직 오케스트라 『Public Pressure』 - 7월 28일 - 옐로 매직 오케스트라 『Public Pressure』 (3주 연속) 8월 - 8월 4일 - 몬타 & 브라더스 『ACT 1』 - 8월 11일 - 몬타 & 브라더스 『ACT 1』 (2주 연속) - 8월 18일 - 타하라 토시히코 『田原俊彦』 - 8월 25일 - 타하라 토시히코 『田原俊彦』 (2주 연속) 9월 - 9월 1일 - 나가부치 츠요시 『逆流』 - 9월 8일 - 아리스 『ALICE VIII』 - 9월 15일 - 아리스 『ALICE VIII』 (2주 연속) - 9월 22일 - 나가부치 츠요시 『乾杯』 - 9월 29일 - 나가부치 츠요시 『乾杯』 (2주 연속) 10월 - 10월 6일 - 야마시타 타츠로 『RIDE ON TIME』 - 10월 13일 - 나가부치 츠요시 『乾杯』 (통산 3주) - 10월 20일 - 사다 마사시 『印象派』 - 10월 27일 - 사다 마사시 『印象派』 11월 - 11월 3일 - 사다 마사시 『印象派』 (3주 연속) - 11월 10일 - 야가미 준코 『JUNKO THE BEST』 - 11월 17일 - 야가미 준코 『JUNKO THE BEST』 - 11월 24일 - 야가미 준코 『JUNKO THE BEST』 (3주 연속) 12월 - 12월 1일 - 마츠야마 치하루 『木枯しに抱かれて』 - 12월 8일 - 마츠야마 치하루 『木枯しに抱かれて』 (2주 연속) - 12월 15일 - 마츠다 세이코 『North Wind』 - 12월 22일 - 오프 코스 『We are』 - 12월 29일 - 타하라 토시히코 『TOSHI'81』 |

#### 1981년
| 1월 - 1월 5일 - (미발표) - 1월 12일 - 이츠와 마유미 『恋人よ』 - 1월 19일 - 놀런스 『Gotta Pull Myself Together』 - 1월 26일 - 오프 코스 『We are』 2월 - 2월 2일 - 오프 코스 『We are』 - 2월 9일 - 오프 코스 『We are』 (3주 연속, 통산 4주) - 2월 16일 - 요코하마 긴바에 『ぶっちぎりII』 - 2월 23일 - 요코하마 긴바에 『ぶっちぎりII』 3월 - 3월 2일 - 요코하마 긴바에 『ぶっちぎりII』 (3주 연속) - 3월 9일 - 차게 & 아스카 『熱風』 - 3월 16일 - 콘도 마사히코 『Thank 愛 You』 - 3월 23일 - 나카지마 미유키 『臨月』 - 3월 30일 - 나카지마 미유키 『臨月』 4월 - 4월 6일 - 샤넬즈 『Heart & Soul』 - 4월 13일 - 테라오 아키라 『Reflections』 (1981년 LP차트 1위) - 4월 20일 - 테라오 아키라 『Reflections』 - 4월 27일 - 테라오 아키라 『Reflections』 5월 - 5월 4일 - 테라오 아키라 『Reflections』 - 5월 11일 - 테라오 아키라 『Reflections』 - 5월 18일 - 테라오 아키라 『Reflections』 - 5월 25일 - 테라오 아키라 『Reflections』 6월 - 6월 1일 - 테라오 아키라 『Reflections』 - 6월 8일 - 테라오 아키라 『Reflections』 - 6월 15일 - 테라오 아키라 『Reflections』 - 6월 22일 - 테라오 아키라 『Reflections』 - 6월 29일 - 테라오 아키라 『Reflections』 (12주 연속) | 7월 - 7월 6일 - 사다 마사시 『うつろひ』 - 7월 13일 - 사다 마사시 『うつろひ』 (2주 연속) - 7월 20일 - 요코하마 긴바에 『仏恥義理蹉䵷怒』 - 7월 27일 - 샤넬즈 『LIVE AT WHISKY A GO GO』 8월 - 8월 3일 - 사잔 올 스타즈 『ステレオ太陽族』 - 8월 10일 - 사잔 올 스타즈 『ステレオ太陽族』 - 8월 17일 - 사잔 올 스타즈 『ステレオ太陽族』 - 8월 24일 - 사잔 올 스타즈 『ステレオ太陽族』 - 8월 31일 - 사잔 올 스타즈 『ステレオ太陽族』 9월 - 9월 7일 - 사잔 올 스타즈 『ステレオ太陽族』 (6주 연속) - 9월 14일 - 오프 코스 『SELECTION 1978-81』 - 9월 21일 - 오프 코스 『SELECTION 1978-81』 - 9월 28일 - 오프 코스 『SELECTION 1978-81』 10월 - 10월 5일 - 오프 코스 『SELECTION 1978-81』 (4주 연속) - 10월 12일 - 이토 츠카사 『つかさ』 - 10월 19일 - 이토 츠카사 『つかさ』 - 10월 26일 - 이토 츠카사 『つかさ』 (3주 연속) 11월 - 11월 2일 - 마츠다 세이코 『風立ちぬ』 - 11월 9일 - 마츠다 세이코 『風立ちぬ』 (2주 연속) - 11월 16일 - 마츠토야 유미 『昨晩お会いしましょう』 - 11월 23일 - 마츠토야 유미 『昨晩お会いしましょう』 (2주 연속) - 11월 30일 - 마츠야마 치하루 『起承転結 II』 12월 - 12월 7일 - 마츠야마 치하루 『起承転結 II』 (2주 연속) - 12월 14일 - 오프 코스 『over』 - 12월 21일 - 오프 코스 『over』 - 12월 28일 - 콘도 마사히코 『ギンギラギンにさりげなく』 |

#### 1982년
| 1월 - 1월 4일 - (미발표) - 1월 11일 - 콘도 마사히코 『ギンギラギンにさりげなく』 - 1월 18일 - 콘도 마사히코 『ギンギラギンにさりげなく』 (3주 연속) - 1월 25일 - 『セーラー服と機関銃』 2월 - 2월 1일 - 『セーラー服と機関銃』 (2주 연속) - 2월 8일 - 야마시타 타츠로 『FOR YOU』 - 2월 15일 - 야마시타 타츠로 『FOR YOU』 - 2월 22일 - 야마시타 타츠로 『FOR YOU』 (3주 연속) 3월 - 3월 1일 - 나카무라 마사토시 『メモリアル』 - 3월 8일 - 마츠야마 치하루 『MY LIFE』 - 3월 15일 - 나카무라 마사토시 『メモリアル』 - 3월 22일 - 나카무라 마사토시 『メモリアル』 (2주 연속, 통산 3주) - 3월 29일 - 나카지마 미유키 『寒水魚』 (1982년 LP차트 1위) 4월 - 4월 5일 - 나카지마 미유키 『寒水魚』 - 4월 12일 - 나카지마 미유키 『寒水魚』 - 4월 19일 - 나카지마 미유키 『寒水魚』 - 4월 26일 - 나카지마 미유키 『寒水魚』 (5주 연속) 5월 - 5월 3일 - 야쿠시마루 히로코 『青春のメモワール』 - 5월 10일 - 야쿠시마루 히로코 『青春のメモワール』 (2주 연속) - 5월 17일 - 나카지마 미유키 『寒水魚』 (통산 6주) - 5월 24일 - 폴 매카트니 『Tug of War』 - 5월 31일 - 마츠다 세이코 『Pineapple』 6월 - 6월 7일 - 마츠다 세이코 『Pineapple』 - 6월 14일 - 마츠다 세이코 『Pineapple』 - 6월 21일 - 마츠다 세이코 『Pineapple』 - 6월 28일 - 마츠다 세이코 『Pineapple』 (5주 연속) | 7월 - 7월 5일 - 마츠토야 유미 『PEARL PIERCE』 - 7월 12일 - 오프 코스 『I LOVE YOU』 - 7월 19일 - 오프 코스 『I LOVE YOU』 (2주 연속) - 7월 26일 - 야자와 에이키치 『P.M.9』 8월 - 8월 2일 - 사잔 올 스타즈 『NUDE MAN』 - 8월 9일 - 사잔 올 스타즈 『NUDE MAN』 - 8월 16일 - 사잔 올 스타즈 『NUDE MAN』 - 8월 23일 - 사잔 올 스타즈 『NUDE MAN』 - 8월 30일 - (미발표) 9월 - 9월 6일 - 사잔 올 스타즈 『NUDE MAN』 (5주 연속) - 9월 13일 - 타하라 토시히코 『ベストオブ田原俊彦』 - 9월 20일 - 타하라 토시히코 『ベストオブ田原俊彦』 (2주 연속) - 9월 27일 - 타카나카 마사요시 『SAUDADE』 10월 - 10월 4일 - 오프 코스 『NEXT SOUND TRACK』 - 10월 11일 - 오프 코스 『NEXT SOUND TRACK』 - 10월 18일 - 오프 코스 『NEXT SOUND TRACK』 - 10월 25일 - 오프 코스 『NEXT SOUND TRACK』 11월 - 11월 1일 - 오프 코스 『NEXT SOUND TRACK』 (5주 연속) - 11월 8일 - 나카모리 아키나 『バリエーション〈変奏曲〉』 - 11월 15일 - 나카모리 아키나 『バリエーション〈変奏曲〉』 (2주 연속) - 11월 22일 - 마츠다 세이코 『Candy』 - 11월 29일 - 마츠다 세이코 『Candy』 (2주 연속) 12월 - 12월 6일 - 마츠야마 치하루 『STAGE』 - 12월 13일 - 마츠다 세이코 『金色のリボン』 - 12월 20일 - 마츠다 세이코 『金色のリボン』 - 12월 27일 - 마츠다 세이코 『金色のリボン』 (3주 연속) |

#### 1983년
| 1월 - 1월 3일 - (미발표) - 1월 10일 - 나카모리 아키나 『Seventeen』 - 1월 17일 - 나카모리 아키나 『Seventeen』 (2주 연속) - 1월 24일 - 나카모리 아키나 『バリエーション〈変奏曲〉』 (통산 3주) - 1월 31일 - 카와이 나오코 『あるばむ』 2월 - 2월 7일 - 타하라 토시히코 『EVE only』 - 2월 14일 - 크리스토퍼 크로스 『Another Page』 - 2월 21일 - 크리스토퍼 크로스 『Another Page』 - 2월 28일 - 크리스토퍼 크로스 『Another Page』 (3주 연속) 3월 - 3월 7일 - 마츠토야 유미 『REINCARNATION』 - 3월 14일 - 나카지마 미유키 『予感』 - 3월 21일 - 나카지마 미유키 『予感』 - 3월 28일 - 나카지마 미유키 『予感』 (3주 연속) 4월 - 4월 4일 - 나카모리 아키나 『ファンタジー〈幻想曲〉』 - 4월 11일 - 나카모리 아키나 『ファンタジー〈幻想曲〉』 - 4월 18일 - 나카모리 아키나 『ファンタジー〈幻想曲〉』 - 4월 25일 - 나카모리 아키나 『ファンタジー〈幻想曲〉』 (4주 연속) 5월 - 5월 2일 - 사노 모토하루 『No Damage (14のありふれたチャイム達)』 - 5월 9일 - 사노 모토하루 『No Damage (14のありふれたチャイム達)』 - 5월 16일 - 사노 모토하루 『No Damage (14のありふれたチャイム達)』 - 5월 23일 - 사노 모토하루 『No Damage (14のありふれたチャイム達)』 (4주 연속) - 5월 30일 - 마츠야마 치하루 『今、失われたものを求めて』 6월 - 6월 6일 - 옐로 매직 오케스트라 『Naughty Boys』 - 6월 13일 - 마츠다 세이코 『ユートピア』 - 6월 20일 - 마츠다 세이코 『ユートピア』 (2주 연속) - 6월 27일 - 야마시타 타츠로 『MELODIES』 | 7월 - 7월 4일 - 야마시타 타츠로 『MELODIES』 (2주 연속) - 7월 11일 - 『プルメリアの伝説』 - 7월 18일 - 사잔 올 스타즈 『綺麗』 - 7월 25일 - 사잔 올 스타즈 『綺麗』 (2주 연속) 8월 - 8월 1일 - 타하라 토시히코 『波に消えたラブ・ストーリー』 - 8월 8일 - 사잔 올 스타즈 『綺麗』 (통산 3주) - 8월 15일 - 『Flashdance』 (1983년 LP차트 1위) - 8월 22일 - 나카모리 아키나 『NEW AKINA エトランゼ』 - 8월 29일 - 나카모리 아키나 『NEW AKINA エトランゼ』 (2주 연속) 9월 - 9월 5일 - 『Flashdance』 - 9월 12일 - 『Flashdance』 - 9월 19일 - 『Flashdance』 - 9월 26일 - 『Flashdance』 10월 - 10월 3일 - 『Flashdance』 - 10월 10일 - 『Flashdance』 - 10월 17일 - 『Flashdance』 - 10월 24일 - 『Flashdance』 - 10월 31일 - 『Flashdance』 11월 - 11월 7일 - 『Flashdance』 (10주 연속, 통산 11주) - 11월 14일 - 마츠야마 치하루 『眠れない時代』 - 11월 21일 - 마츠다 세이코 『Seiko・plaza』 - 11월 28일 - 마츠다 세이코 『Seiko・plaza』 (2주 연속) 12월 - 12월 5일 - 컬처 클럽 『Colour by Numbers』 - 12월 12일 - 마츠토야 유미 『VOYAGER』 - 12월 19일 - 마츠다 세이코 『Canary』 - 12월 26일 - 마츠다 세이코 『Canary』 (2주 연속) |

#### 1984년
| 1월 - 1월 2일 - (미발표) - 1월 9일 - 나카모리 아키나 『BEST AKINA メモワール』 - 1월 16일 - 나카모리 아키나 『BEST AKINA メモワール』 - 1월 23일 - 나카모리 아키나 『BEST AKINA メモワール』 - 1월 30일 - 나카모리 아키나 『BEST AKINA メモワール』 (4주 연속) 2월 - 2월 6일 - 안리 『Timely!!』 - 2월 13일 - 안리 『Timely!!』 - 2월 20일 - 안리 『Timely!!』 (2주 연속) - 2월 27일 - 야쿠시마루 히로코 『古今集』 3월 - 3월 5일 - 야쿠시마루 히로코 『古今集』 (2주 연속) - 3월 12일 - 마이클 잭슨 『Thriller』 (1984년 LP차트 1위) - 3월 19일 - 마이클 잭슨 『Thriller』 (2주 연속) - 3월 26일 - 마츠다 세이코 『Touch Me, Seiko』 4월 - 4월 2일 - 오타키 에이치 『EACH TIME』 - 4월 9일 - 오타키 에이치 『EACH TIME』 - 4월 16일 - 오타키 에이치 『EACH TIME』 (3주 연속) - 4월 23일 - 마이클 잭슨 『Thriller』 - 4월 30일 - 마이클 잭슨 『Thriller』 (2주 연속, 통산 4주) 5월 - 5월 7일 - 타케우치 마리야 『VARIETY』 - 5월 14일 - 나카모리 아키나 『ANNIVERSARY』 - 5월 21일 - 나카모리 아키나 『ANNIVERSARY』 - 5월 28일 - 나카모리 아키나 『ANNIVERSARY』 (3주 연속) 6월 - 6월 4일 - 사노 모토하루 『VISITORS』 - 6월 11일 - 사노 모토하루 『VISITORS』 (2주 연속) - 6월 18일 - 마츠다 세이코 『Tinker Bell』 - 6월 25일 - 마츠다 세이코 『Tinker Bell』 | 7월 - 7월 2일 - 오프 코스 『The Best Year of My Life』 - 7월 9일 - 오프 코스 『The Best Year of My Life』 (2주 연속) - 7월 16일 - 사잔 올 스타즈 『人気者で行こう』 - 7월 23일 - 사잔 올 스타즈 『人気者で行こう』 (2주 연속) - 7월 30일 - 체커즈 『絶対チェッカーズ!!』 8월 - 8월 6일 - 체커즈 『絶対チェッカーズ!!』 - 8월 13일 - 체커즈 『絶対チェッカーズ!!』 (3주 연속) - 8월 20일 - 사잔 올 스타즈 『人気者で行こう』 - 8월 27일 - 사잔 올 스타즈 『人気者で行こう』 9월 - 9월 3일 - 사잔 올 스타즈 『人気者で行こう』 (3주 연속, 통산 5주) - 9월 10일 - 『フットルース』 - 9월 17일 - 사잔 올 스타즈 『人気者で行こう』 (통산 6주) - 9월 24일 - 키쿠치 모모코 『OCEAN SIDE』 10월 - 10월 1일 - 타카하시 마리코 『Triad』 - 10월 8일 - 타카하시 마리코 『Triad』 (2주 연속) - 10월 15일 - 킷카와 코지 『LA VIE EN ROSE』 - 10월 22일 - 나카모리 아키나 『POSSIBILITY』 - 10월 29일 - 나카모리 아키나 『POSSIBILITY』 (2주 연속) 11월 - 11월 5일 - 나카지마 미유키 『はじめまして』 - 11월 12일 - 마츠다 세이코 『Seiko・Town』 - 11월 19일 - 마츠다 세이코 『Seiko・Town』 - 11월 26일 - 마츠다 세이코 『Seiko・Town』 (3주 연속) 12월 - 12월 3일 - 왬! 『Make It Big』 - 12월 10일 - 마츠토야 유미 『NO SIDE』 - 12월 17일 - 체커즈 『もっと!チェッカーズ』 - 12월 24일 - 마츠다 세이코 『Windy Shadow』 - 12월 31일 - 이노우에 요스이 『9.5カラット』 (1985년 LP차트 1위) |

#### 1985년
| 1월 - 1월 7일 - (미발표) - 1월 14일 - 이노우에 요스이 『9.5カラット』 - 1월 21일 - 이노우에 요스이 『9.5カラット』 - 1월 28일 - 이노우에 요스이 『9.5カラット』 2월 - 2월 4일 - 이노우에 요스이 『9.5カラット』 - 2월 11일 - 이노우에 요스이 『9.5カラット』 - 2월 18일 - 이노우에 요스이 『9.5カラット』 - 2월 25일 - 이노우에 요스이 『9.5カラット』 (8주 연속) 3월 - 3월 4일 - 코이즈미 쿄코 『Today's Girl』 - 3월 11일 - 코이즈미 쿄코 『Today's Girl』 (2주 연속) - 3월 18일 - 마츠다 세이코 『Seiko-Train』 - 3월 25일 - 마츠다 세이코 『Seiko-Train』 (2주 연속) 4월 - 4월 1일 - 오자키 유타카 『回帰線』 - 4월 8일 - 킷카와 코지 『INNOCENT SKY』 - 4월 15일 - 나카모리 아키나 『BITTER AND SWEET』 - 4월 22일 - 나카모리 아키나 『BITTER AND SWEET』 (2주 연속) - 4월 29일 - 나카지마 미유키 『御色なおし』 5월 - 5월 6일 - 『CHECKERS in TAN TAN たぬきオリジナル・サウンドトラック』 - 5월 13일 - 『CHECKERS in TAN TAN たぬきオリジナル・サウンドトラック』 (2주 연속) - 5월 20일 - USA for Africa 『We Are the World』 - 5월 27일 - USA for Africa 『We Are the World』 6월 - 6월 3일 - USA for Africa 『We Are the World』 - 6월 10일 - USA for Africa 『We Are the World』 (4주 연속) - 6월 17일 - 마츠다 세이코 『The 9th Wave』 - 6월 24일 - 마츠다 세이코 『The 9th Wave』 (2주 연속) | 7월 - 7월 1일 - THE ALFEE 『FOR YOUR LOVE』 - 7월 8일 - 마츠다 세이코 『The 9th Wave』 (통산 3주) - 7월 15일 - 스기야마 키요타카 & 오메가 트라이브 『ANOTHER SUMMER』 - 7월 22일 - 스기야마 키요타카 & 오메가 트라이브 『ANOTHER SUMMER』 - 7월 29일 - 스기야마 키요타카 & 오메가 트라이브 『ANOTHER SUMMER』 (3주 연속) 8월 - 8월 5일 - 야자와 에이키치 『YOKOHAMA二十才まえ』 - 8월 12일 - 오프 코스 『Back Streets of Tokyo』 - 8월 19일 - 나카모리 아키나 『D404ME』 - 8월 26일 - 나카모리 아키나 『D404ME』 (2주 연속) 9월 - 9월 2일 - 체커즈 『毎日!!チェッカーズ』 - 9월 9일 - 체커즈 『毎日!!チェッカーズ』 - 9월 16일 - 체커즈 『毎日!!チェッカーズ』 (3주 연속) - 9월 23일 - 사잔 올 스타즈 『KAMAKURA』 - 9월 30일 - 사잔 올 스타즈 『KAMAKURA』 10월 - 10월 7일 - 사잔 올 스타즈 『KAMAKURA』 - 10월 14일 - 사잔 올 스타즈 『KAMAKURA』 - 10월 21일 - 사잔 올 스타즈 『KAMAKURA』 - 10월 28일 - 사잔 올 스타즈 『KAMAKURA』 11월 - 11월 4일 - 사잔 올 스타즈 『KAMAKURA』 (7주 연속) - 11월 11일 - 레베카 『REBECCA IV 〜Maybe Tomorrow〜』 - 11월 18일 - 나카지마 미유키 『miss M.』 - 11월 25일 - 레베카 『REBECCA IV 〜Maybe Tomorrow〜』 (통산 2주) 12월 - 12월 2일 - 안전지대 『安全地帯IV』 (1986년 LP차트 1위) - 12월 9일 - 마츠토야 유미 『DA・DI・DA』 - 12월 16일 - 마츠토야 유미 『DA・DI・DA』 (2주 연속) - 12월 23일 - 스기야마 키요타카 & 오메가 트라이브 『FIRST FINALE』 - 12월 30일 - 나카모리 아키나 『MY BEST THANKS』 |

#### 1986년
| 1월 - 1월 6일 - (미발표) - 1월 13일 - 나카모리 아키나 『MY BEST THANKS』 - 1월 20일 - 나카모리 아키나 『MY BEST THANKS』 (3주 연속) - 1월 27일 - 레베카 『REBECCA IV 〜Maybe Tomorrow〜』 2월 - 2월 3일 - 레베카 『REBECCA IV 〜Maybe Tomorrow〜』 - 2월 10일 - 레베카 『REBECCA IV 〜Maybe Tomorrow〜』 - 2월 17일 - 레베카 『REBECCA IV 〜Maybe Tomorrow〜』 - 2월 24일 - 레베카 『REBECCA IV 〜Maybe Tomorrow〜』 (5주 연속, 통산 7주) 3월 - 3월 3일 - 킷카와 코지 『MODERN TIME』 - 3월 10일 - 킷카와 코지 『MODERN TIME』 (2주 연속) - 3월 17일 - 이나가키 준이치 『REALISTIC』 - 3월 24일 - 오냥코클럽 『夢カタログ』 - 3월 31일 - 사이토 유키 『ガラスの鼓動』 4월 - 4월 7일 - 체커즈 『FLOWER』 - 4월 14일 - 나카모리 아키나 『BEST』 - 4월 21일 - 나카모리 아키나 『BEST』 - 4월 28일 - 나카모리 아키나 『BEST』 (3주 연속) 5월 - 5월 5일 - 야마시타 타츠로 『POCKET MUSIC』 - 5월 12일 - 닛타 에리 『ERI』 - 5월 19일 - 야마시타 타츠로 『POCKET MUSIC』 - 5월 26일 - 야마시타 타츠로 『POCKET MUSIC』 (2주 연속, 통산 3주) 6월 - 6월 2일 - 카와이 소노코 『Siesta』 - 6월 9일 - 마츠다 세이코 『SUPREME』 - 6월 16일 - 마츠다 세이코 『SUPREME』 - 6월 23일 - 마츠다 세이코 『SUPREME』 - 6월 30일 - 마츠다 세이코 『SUPREME』 (4주 연속) | 7월 - 7월 7일 - 키쿠치 모모코 『ADVENTURE』 - 7월 14일 - 와타나베 미사토 『Lovin' you』 - 7월 21일 - 스기야마 키요타카 『beyond...』 - 7월 28일 - KUWATA BAND 『NIPPON NO ROCK BAND』 8월 - 8월 4일 - KUWATA BAND 『NIPPON NO ROCK BAND』 - 8월 11일 - KUWATA BAND 『NIPPON NO ROCK BAND』 - 8월 18일 - KUWATA BAND 『NIPPON NO ROCK BAND』 (4주 연속) - 8월 25일 - 나카모리 아키나 『不思議』 9월 - 9월 1일 - 나카모리 아키나 『不思議』 - 9월 8일 - 나카모리 아키나 『不思議』 (3주 연속) - 9월 15일 - 하마다 쇼고 『J.Boy』 - 9월 22일 - 하마다 쇼고 『J.Boy』 - 9월 29일 - 하마다 쇼고 『J.Boy』 10월 - 10월 6일 - 하마다 쇼고 『J.Boy』 (4주 연속) - 10월 13일 - 카와이 소노코 『MODE DE SONOKO』 - 10월 20일 - 카와이 소노코 『MODE DE SONOKO』 (2주 연속) - 10월 27일 - 하마다 쇼고 『J.Boy』 (통산 5주) 11월 - 11월 3일 - 레베카 『TIME』 - 11월 10일 - 레베카 『TIME』 (2주 연속) - 11월 17일 - BOØWY 『BEAT EMOTION』 - 11월 24일 - BOØWY 『BEAT EMOTION』 12월 - 12월 1일 - BOØWY 『BEAT EMOTION』 (3주 연속) - 12월 8일 - 마츠토야 유미 『ALARM a la mode』 - 12월 15일 - 마츠토야 유미 『ALARM a la mode』 (2주 연속) - 12월 22일 - 안전지대 『安全地帯V』 - 12월 29일 - 안전지대 『安全地帯V』 (2주 연속) |

#### 1987년
| 1월 - 1월 5일 - (미발표) - 1월 12일 - 나카모리 아키나 『CRIMSON』 - 1월 19일 - 나카모리 아키나 『CRIMSON』 (2주 연속) - 1월 26일 - 오기노메 요코 『NON-STOPPER』 (1987년 LP&TAPES차트 1위) 2월 - 2월 2일 - 타카이 마미코 『いとぐち』 - 2월 9일 - 오기노메 요코 『NON-STOPPER』 (통산 2주) - 2월 16일 - 1986 오메가 트라이브 『Crystal Night』 - 2월 23일 - 1986 오메가 트라이브 『Crystal Night』 (2주 연속) 3월 - 3월 2일 - 오냥코클럽 『SIDE LINE』 - 3월 9일 - 와타나베 마리나 『MARINA』 - 3월 16일 - 이나가키 준이치 『Mind Note』 - 3월 23일 - 이나가키 준이치 『Mind Note』 (2주 연속) - 3월 30일 - 스갸아마 키요타카 『realtime to paradise』 4월 - 4월 6일 - 스기야마 키요타카 『realtime to paradise』 - 4월 13일 - 스기야마 키요타카 『realtime to paradise』 - 4월 20일 - 스기야마 키요타카 『realtime to paradise』 - 4월 27일 - 스기야마 키요타카 『realtime to paradise』 (5주 연속) 5월 - 5월 4일 - 사이토 유키 『風夢』 - 5월 11일 - 체커즈 『GO』 - 5월 18일 - 체커즈 『GO』 (2주 연속) - 5월 25일 - 마츠다 세이코 『Strawberry Time』 6월 - 6월 1일 - 마츠다 세이코 『Strawberry Time』 (2주 연속) - 6월 8일 - 레베카 『REMIX REBECCA』 - 6월 15일 - 레베카 『REMIX REBECCA』 - 6월 22일 - 레베카 『REMIX REBECCA』 (3주 연속) - 6월 29일 - 휘트니 휴스턴 『Whitney』 | 7월 - 7월 6일 - 하마다 쇼고 『CLUB SURFBOUND』 - 7월 13일 - 소년대 『TIME-19』 - 7월 20일 - 하마다 쇼고 『CLUB SURFBOUND』 (통산 2주) - 7월 27일 - 와타나베 미사토 『BREATH』 8월 - 8월 3일 - 체커즈 『THE CHECKERS BEST』 - 8월 10일 - 와타나베 미사토 『BREATH』 (통산 2주) - 8월 17일 - 나가부치 츠요시 『LICENSE』 - 8월 24일 - 타케우치 마리야 『REQUEST』 - 8월 31일 - 나가부치 츠요시 『LICENSE』 (통산 2주) 9월 - 9월 7일 - 나카모리 아키나 『Cross My Palm』 - 9월 14일 - BOØWY 『PSYCHOPATH』 - 9월 21일 - BOØWY 『PSYCHOPATH』 (2주 연속) - 9월 28일 - 마이클 잭슨 『Bad』 10월 - 10월 5일 - 마이클 잭슨 『Bad』 - 10월 12일 - 마이클 잭슨 『Bad』 (3주 연속) - 10월 19일 - 토쿠나가 히데아키 『BIRDS』 - 10월 26일 - 스팅 『...Nothing Like the Sun』 11월 - 11월 2일 - 후지이 나오유키 『NATURALLY』 - 11월 9일 - 미나미노 요코 『GARLAND』 - 11월 16일 - 나카야마 미호 『COLLECTION』 - 11월 23일 - TM NETWORK 『humansystem』 - 11월 30일 - 마츠다 세이코 『Snow Garden』 12월 - 12월 7일 - 레베카 『Posion』 - 12월 14일 - 마츠토야 유미 『ダイアモンドダストが消えぬまに』 - 12월 21일 - 마츠토야 유미 『ダイアモンドダストが消えぬまに』 - 12월 28일 - 마츠토야 유미 『ダイアモンドダストが消えぬまに』 (3주 연속) |

#### 1988년
| 1월 - 1월 4일 - (미발표) - 1월 11일 - 히카루GENJI 『光GENJI』 (1988년 앨범차트 1위) - 1월 18일 - 히카루GENJI 『光GENJI』 (2주 연속) - 1월 25일 - 마츠토야 유미 『ダイアモンドダストが消えぬまに』 (통산 4주) 2월 - 2월 1일 - 히카루GENJI 『光GENJI』 - 2월 8일 - 히카루GENJI 『光GENJI』 (2주 연속, 통산 4주) - 2월 15일 - BOØWY 『MORAL+3』 - 2월 22일 - 나카야마 미호 『CATCH THE NITE』 - 2월 29일 - 나카야마 미호 『CATCH THE NITE』 3월 - 3월 7일 - 나카야마 미호 『CATCH THE NITE』 (3주 연속) - 3월 14일 - 나가부치 츠요시 『NEVER CHANGE』 - 3월 21일 - 나가부치 츠요시 『NEVER CHANGE』 (2주 연속) - 3월 28일 - 하마다 쇼고 『FATHER'S SON』 4월 - 4월 4일 - 미나미노 요코 『NANNO-Singles-』 - 4월 11일 - 미나미노 요코 『NANNO-Singles-』 (2주 연속) - 4월 18일 - 안전지대 『安全地帯VI〜月に濡れたふたり』 - 4월 25일 - 안전지대 『安全地帯VI〜月に濡れたふたり』 (2주 연속) 5월 - 5월 2일 - 사노 모토하루 with THE HEARTLAND 『Heartland』 - 5월 9일 - 이나가키 준이치 『EDGE OF TIME』 - 5월 16일 - BOØWY 『“LAST GIGS”』 - 5월 23일 - 마츠다 세이코 『Cirton』 - 5월 30일 - 마츠다 세이코 『Cirton』 (2주 연속) 6월 - 6월 6일 - 와타나베 미사토 『ribbon』 - 6월 13일 - 와타나베 미사토 『ribbon』 - 6월 20일 - 와타나베 미사토 『ribbon』 - 6월 27일 - 와타나베 미사토 『ribbon』 (4주 연속) | 7월 - 7월 4일 - 이마이 미키 『Bewith』 - 7월 11일 - 오카무라 타카코 『SOLEIL』 - 7월 18일 - 쿠와타 케이스케 『Keisuke Kuwata』 - 7월 25일 - 쿠와타 케이스케 『Keisuke Kuwata』 (2주 연속) 8월 - 8월 1일 - 쿠도 시즈카 『静香』 - 8월 8일 - 히카루GENJI 『Hi!』 - 8월 15일 - 레베카 『OLIVE』 - 8월 22일 - 나카모리 아키나 『Femme Fatale』 - 8월 29일 - RC 석세션 『COVERS』 9월 - 9월 5일 - 오기노메 요코 『CD-RIDER』 - 9월 12일 - 히무로 교스케 『FLOWERS for ALGERNON』 - 9월 19일 - 히무로 교스케 『FLOWERS for ALGERNON』 - 9월 26일 - 히무로 교스케 『FLOWERS for ALGERNON』 (3주 연속) 10월 - 10월 3일 - 코메코메 CLUB 『GO FUNK』 - 10월 10일 - 쿠보타 토시노부 『Such A Funky Thang!』 - 10월 17일 - 쿠보타 토시노부 『Such A Funky Thang!』 - 10월 24일 - 쿠보타 토시노부 『Such A Funky Thang!』 (3주 연속) - 10월 31일 - 야마시타 타츠로 『僕の中の少年』 11월 - 11월 7일 - 야마시타 타츠로 『僕の中の少年』 - 11월 14일 - 야마시타 타츠로 『僕の中の少年』 (3주 연속) - 11월 21일 - 코히루이마키 카호루 『SO REAL』 - 11월 28일 - 나카지마 미유키 『グッバイガール』 12월 - 12월 5일 - 마츠토야 유미 『Delight Slight Light KISS』 (1989년 앨범차트 1위) - 12월 12일 - 마츠토야 유미 『Delight Slight Light KISS』 - 12월 19일 - TM NETWORK 『CAROL 〜A DAY IN A GIRL'S LIFE 1991〜』 - 12월 26일 - 마츠토야 유미 『Delight Slight Light KISS』 (통산 3주) |

#### 1989년
| 1월 - 1월 2일 - BOØWY 『“SINGLES”』 - 1월 9일 - (미발표) - 1월 16일 - 나카모리 아키나 『BEST II』 - 1월 23일 - HOUND DOG 『GOLD』 - 1월 30일 - BUCK-TICK 『TABOO』 2월 - 2월 6일 - HOUND DOG 『GOLD』 (통산 2주) - 2월 13일 - BARBEE BOYS 『√5』 - 2월 20일 - BARBEE BOYS 『√5』 (2주 연속) - 2월 27일 - 야자와 에이키치 『STAND UP!!』 3월 - 3월 6일 - 히카루GENJI 『Hey! Say!』 - 3월 13일 - 히카루GENJI 『Hey! Say!』 - 3월 20일 - 히카루GENJI 『Hey! Say!』 (3주 연속) - 3월 27일 - 쿠도 시즈카 『JOY』 4월 - 4월 3일 - 나가부치 츠요시 『昭和』 - 4월 10일 - 나가부치 츠요시 『昭和』 - 4월 17일 - 나가부치 츠요시 『昭和』 (3주 연속) - 4월 24일 - 마돈나 『Like a Prayer』 5월 - 5월 1일 - 이나가키 준이치 『HEART & SOUL』 - 5월 8일 - COMPLEX 『COMPLEX』 - 5월 15일 - Wink 『Especially For You 〜優しさにつつまれて〜』 - 5월 22일 - TM NETWORK 『DRESS』 - 5월 29일 - 레베카 『BLOND SAURUS』 6월 - 6월 5일 - 안리 『CIRCUIT of RAINBOW』 - 6월 12일 - 안리 『CIRCUIT of RAINBOW』 (2주 연속) - 6월 19일 - 하마다 마리 『Return to Myself』 - 6월 26일 - 하마다 마리 『Return to Myself』 (2주 연속) | 7월 - 7월 3일 - 오카무라 타카코 『Eau Du Ciel (天の水)』 - 7월 10일 - 와타나베 미사토 『Flower bed』 - 7월 17일 - 와타나베 미사토 『Flower bed』 (2주 연속) - 7월 24일 - 미나미노 요코 『GAUCHE』 - 7월 31일 - 체커즈 『Seven Heaven』 8월 - 8월 7일 - 나카모리 아키나 『CRUISE』 - 8월 14일 - 나카모리 아키나 『CRUISE』 - 8월 21일 - 나카모리 아키나 『CRUISE』 (3주 연속) - 8월 28일 - 사잔 올 스타즈 『すいか SOUTHERN ALL STARS SPECIAL 61SONGS』 9월 - 9월 4일 - CHAGE&ASKA 『PRIDE』 - 9월 11일 - 하마다 쇼고 『Wasted Tears』 - 9월 18일 - 나카야마 미호 『Hide'n' Seek』 - 9월 25일 - 하마다 쇼고 『Wasted Tears』 (통산 2주) 10월 - 10월 2일 - 세이키마츠 『WORST』 - 10월 9일 - 히무로 교스케 『NEO FASCIO』 - 10월 16일 - 쿠보타 토시노부 『the BADDEST』 - 10월 23일 - 쿠보타 토시노부 『the BADDEST』 - 10월 30일 - 쿠보타 토시노부 『the BADDEST』 (3주 연속) 11월 - 11월 6일 - 히카루GENJI 『Hello…I Love You』 - 11월 13일 - 바쿠후 슬럼프 『I.B.W.』 - 11월 20일 - 코메코메 CLUB 『5 1/2』 - 11월 27일 - 프린세스 프린세스 『LOVERS』 12월 - 12월 4일 - 마츠토야 유미 『LOVE WARS』 (1990년 앨범차트 1위) - 12월 11일 - 마츠토야 유미 『LOVE WARS』 (2주 연속) - 12월 18일 - PERSONZ 『DREAMERS ONLY』 - 12월 25일 - 마츠토야 유미 『LOVE WARS』 (통산 3주) |